# Raiffeisenbank Seestermühe
Die Raiffeisenbank eG (im Außenauftritt Raiffeisenbank eG Seestermühe) ist eine Genossenschaftsbank mit Sitz in der schleswig-holsteinischen Gemeinde Seestermühe im Kreis Pinneberg.

## Geschichte
Die Raiffeisenbank eG wurde am 9. Mai 1904 gegründet und hat sich bis heute ihre Eigenständigkeit bewahrt.

## Rechtsverhältnisse
Die Raiffeisenbank eG ist im Genossenschaftsregister beim Amtsgericht Pinneberg unter GnR 104 EL eingetragen.

## Organisationsstruktur
Rechtsgrundlagen sind das Genossenschaftsgesetz und die durch die Generalversammlung beschlossene Satzung. Organe der Bank sind der Vorstand, der Aufsichtsrat und die Generalversammlung.

## Sicherungseinrichtung
Die Raiffeisenbank eG ist der amtlich anerkannten Sicherungseinrichtung des Bundesverbandes der Deutschen Volksbanken und Raiffeisenbanken GmbH und der zusätzlichen freiwilligen Sicherungseinrichtung des Bundesverbandes der Deutschen Volksbanken und Raiffeisenbanken e.V. angeschlossen.

## Geschäftsausrichtung
Die Raiffeisenbank eG betreibt das Universalbankgeschäft. Im Verbundgeschäft arbeitet sie mit der DZ Bank, R+V Versicherung, Bausparkasse Schwäbisch Hall, Teambank, VR Leasing,  DZ Hyp und der Union Investment zusammen.

## Geschäftsgebiet
Das Geschäftsgebiet liegt im Westen des Kreises Pinneberg.
An diesen Orten betreibt die Bank Filialen:
- Seestermühe (Hauptstelle, jur. Sitz)
- Seester (SB-Geschäftsstelle)